# Polícia Rodoviária Federal
A Polícia Rodoviária Federal (PRF) é uma instituição policial ostensiva-preventiva federal brasileira, subordinada ao Ministério da Justiça e Segurança Pública, cuja principal função é a fiscalização e coordenação do sistema rodoviário federal. Tem como atribuição a prevenção e repressão de crimes, como também de condutas perigosas para a vida e o patrimônio da União. A PRF não se submete à hierarquia militar.
Suas competências são definidas pela Constituição Federal no artigo 144, pela Lei nº 9.503/97 (Código de Trânsito Brasileiro), pelo Decreto nº 1.655, de 3 de outubro de 1995 e pelo seu regimento interno, aprovado pela Portaria Ministerial nº 219, de 27 de fevereiro de 2018.
O cargo de Policial Rodoviário Federal, com o advento da Lei nº 12.775 de 28 de dezembro de 2012, que alterou a Lei nº 9.654 de 2 de junho de 1998, divide-se em quatro classes:
- Terceira (padrões I, II e III);
- Segunda (padrões I, II, III, IV, V e VI);
- Primeira (padrões I, II, III, IV, V e VI); e
- Especial (padrões I, II e III).

Desde a edição da Lei nº 11.784, de 22 de setembro de 2008, o ingresso no cargo de Policial Rodoviário Federal exige diploma em curso de Nível Superior reconhecido pelo MEC, e com a edição da Lei nº 12.775, de 28 de dezembro de 2012, o cargo passou a ser de nível superior.

## História

### Polícia de Estradas
A Polícia Rodoviária Federal se originou da "Polícia de Estradas" criada pelo presidente Washington Luís no dia 24 de julho de 1928, no contexto de expansão da malha rodoviária do país. A determinação original do orgão era o policiamento das estradas por guardas uniformizados, com uso de automóveis e motocicletas e uma estrutura de abrigos nas estradas, atuando durante o dia e a noite.
A polícia, porém, só foi posta em prática em 1935, durante o governo de Getúlio Vargas. A primeira força-tarefa atuava apenas nas rodovias Rio-Petrópolis, Rio-São Paulo e União Indústria. O primeiro contingente, criado oficialmente no dia 23 de julho, era chefiado por Turquinho, e eventualmente chegou em cerca de 450 homens.
A primeira superintendência da PRF, o Núcleo de Polícia das Estradas, foi criado no estado do Paraná em 1943 para policiar as rodovias em construção no estado.

### Polícia Rodoviária Federal
Em 27 de dezembro de 1945, foi o Departamento Nacional de Estradas de Rodagem (DNER) foi remodelado pela Lei Joppert e, sob o mesmo decreto, se redefiniu o nome do orgão, passando a ser denominado 'Polícia Rodoviária Federal', e estendendo sua área de atuação ao patrulhamento das rodovias federais. A força permaneceu sob o supervisão da Divisão de Conservação, Pavimentação e Tráfego até 1957.
Em 1958 foi apresentado um projeto de lei pelo deputado federal Colombo de Souza (PSD), que propunha extinção da PRF. Ele teve a liderança do deputado José Rio (PSD), onde foi aprovado na Câmara por unanimidade e enviado ao Senado. O PL propunha que o patrulhamento das estradas fosse feito pelas chamadas Polícias Rodoviárias Estaduais. Tal projeto permaneceu em suspenso até 1963, quando se realizou a extinção do orgão, e sua substituição pela Patrulha Rodoviária Federal, como seria chamada a partir de 1965. Neste período, a DNER trabalhou na organização estrutural e nas atribuições da PRF.
Em 1974, o DNER passou por uma reestruturação, que fez da força policial uma 'Divisão de Polícia Rodoviária Federal', subalterno à Diretoria de Trânsito. Sua atuação se ampliou, para abranger, além das competências tradicionais de policiamento, o dever de manter projetos de educação sobre o transito e a colaboração com órgão diversos de segurança, como as forças armadas.

## Formação atual
Com a Constituição Brasileira de 1988, a Polícia Rodoviária Federal passou a integrar o Sistema Nacional de Segurança Pública, tendo como fim atribuições típicas de segurança pública, a prestação de socorro à vítimas de acidentes de transito, a proteção do patrimônio da União. A PRF foi integrada ao Ministério da Justiça enquanto Departamento de Polícia Rodoviária Federal. Posteriormente, integrou a estrutura regimental da Secretaria de Trânsito pelo Decreto nº 761 de 19 de fevereiro de 1993 e da Secretaria de Planejamento de Ações Nacionais de Segurança Pública pelo Decreto nº 1.796 de 24 de janeiro de 1996. O órgão foi oficialmente regulamentado pela Lei nº 8.028, de 12 de abril de 1990, e pelo Decreto nº 11, de 18 de janeiro de 1991.
A constituição da Polícia prevê a existência de quatro tipos de cargos - agente, agente operacional, agente especial e inspetor.

### Primeiros anos
A história da PRF foi marcada por diversos enpecilhos. Até então, a corporação era uma das piores remuneradas entre as carreiras públicas de nível superior. Em 2008, diferença salarial entre a PRF e a Polícia Federal era de 47%. Além disso, houve uma grande expansão da malha rodoviária brasileira e do número de veículos, mas o efetivo da PRF quase não aumentou desde os anos 70, contando com apenas cerca de 10 mil agentes por todos o país. Parte da alta cúpula da recém-formada PRF também foi descrita pelo jornal Folha de S.Paulo como "corporativista". O diretor-geral Álvaro Henrique Vianna de Moraes foi exonerado por envolver-se em uma série de irregularidades, incluindo a compra de veículos da General Motors sem licitação, e Hélio Cardoso Derenne possuia contatos com o PMDB e foi quotado para ser prefeito de Balneário Camboriú, sendo exonerado por acusação de não fiscalizar suposto esquema de venda de anfetaminas do presidente da Câmara Municipal de Campanha, Pedro Messias Alves. A categoria passou a ficar sobrecarregada e surgiu um sentimento de falta de reconhecimento.
Houve tentativas da diretoria-geral de suprir o défcit de agentes, incluindo a criação da UniPRF na gestão de Maria Alice Nascimento Souza. Mas dois concursos públicos da PRF, em 2007 e 2009, sofreram com irregularidades e se arrastaram por anos, tendo um grande número de abstenções. O período também foi marcado por grande movimento dos sindicatos, com protestos e greves exigindo aumento salarial e no número do efetivo e melhoria nas políticas de segurança pública. Uma das greves ocorreu em 2008 por conta da MP nº 431/08, onde a categoria conquistou a criação de vagas, exigência do ensino superior para a ingressão na PRF, renomeação e reconfiguração das classes de carreira e o reajuste salarial.

### Governo Bolsonaro
Durante o governo Bolsonaro, houve um processo de bolsonarização da PRF, que foi favorecida em prol da Polícia Federal. Seus diretores-gerais foram considerados bolsonaristas e as funções da PRF foram reestruturadas, reduzindo sua atuação na fiscalização de trânsito na malha rodoviária federal e dando maior enfoque em ações de combate ao tráfico de drogas, à exploração sexual e ao mercado escravo. Foram batidos recordes de apreensão de drogas entre 2019 e 2023, porém houve um aumento no número de mortes em rodovias no mesmo período. É importante ressaltar que houve outros fatores além da atuação da PRF para os resultados das estatísticas. Por exemplo, a PF foi muito importante nas apreensões de drogas e os decretos de Bolsonaro contra o uso de radares foram apontados como parte dos motivos para o aumento de mortes.
A PRF também foi militarizada e foram assinados diversos decretos que permitiram o apoio às outras forças policiais, incluindo em operações longe de estradas. Ela se envolveu em diversas operações de combate ao crime que deixaram uma grande quantidade de mortos, como a Chacina de Varginha (26 mortos) e a Chacina da Vila Cruzeiro (23 mortos). Houve grande participação dos Comando de Operações Especiais (COEs) nestas operações. Outro caso notório de violência no período foi o assassinato de Genivaldo de Jesus, onde agentes da PRF mataram um homem que sofria de esquizofrenia ao transformar a viatura em uma câmara de gás improvisada. O crime ocorreu após a abordagem dos agentes por Genivaldo não estar usando capacete enquanto pilotava sua moto, e a ação foi filmada por testemunhas.
Em 2022, sob o comando de Silvinei Vasques, a PRF tomou diversas ações pró-Bolsonaro no contexto da eleição presidencial, onde o então presidente disputava a reeleição com Luiz Inácio Lula da Silva. No segundo turno da eleição, foram realizadas diversas operações de blitze de impedimento de transporte público com grande enfoque no Nordeste, conhecido por ser a região mais pró-Lula do país. O ministro do Tribunal Superior Eleitoral Alexandre de Moraes considerou as operações como um crime eleitoral e proibiu a atuação da PRF até o fim das eleições. Após a derrota de Bolsonaro, o Brasil foi tomado por uma paralisação de caminhoneiros. Inicialmente as ações da PRF foram consideradas omissas e alguns agentes ajudaram os manifestantes, mas a PRF passou a reprimir os protestos após ordem do STF sob pena de multa de R$ 100 mil por hora a Vasques. A corporação envolveu-se ainda em outras polêmicas, como a tentativa de excluir o artigo de Vasques da Wikipédia e a identificação dos editores por exposição indevida. Vasques foi preso preventivamente por interferência no processo eleitoral.

### Desbolsonarização
Após a reeleição de Lula, o Ministro da Justiça Flávio Dino nomeou Antônio Oliveira como diretor-geral. Ele foi considerado um nome anti-bolsonarista e prometeu combater a truculência policial da organização. Entre suas ações de desbolsonarização, está a adoção de câmeras corporais, a reestruturação da formação dos agentes, criação da  Coordenação-geral de Direitos Humanos e a abolição dos Comandos de Operações Especiais regionais. Porém, suas ações sofreram resistência da ala bolsonarista. A PRF trocou 22 superintendentes de uma vez só, que foi visto como um excesso por diversos agentes e Oliveira foi espionado por um suposto movimento que tramava sua deposição. Em julho de 2024, a PRF aplicou o Teste de Associação Implícita, um questionário criado pela Universidade de Harvard, no curso de Direitos Humanos. O questionário era anônimo e tinha o objetivo de criar uma reflexão sobre o racismo estrutural. Ele trazia perguntas sobre a inclinação partidária dos agentes. Membros da oposição do governo, como Alberto Fraga (PL-DF) e Damares Alves (Rep-DF), consideraram o caso grave, o que levou o Ministério Público Federal em Goiás a exigir explicações.
Houve ainda outras ações violentas, como o Caso Heloísa, uma garota de 3 anos que foi baleada na cabeça por um agente do órgão, que levou o ministro do Supremo Tribunal Federal Gilmar Mendes a dizer que a PRF "merece ter sua existência repensada". Apesar disso, de acordo com a PRF, até então houve 8 mortes causadas pelos agentes naquele ano, enquanto em 2022, durante o governo Bolsonaro, houve 44 mortes.
Em 27 de outubro de 2023, as Defensorias Públicas do Rio de Janeiro e da União entraram com uma ação de indenização de R$ 100 milhões a ser pago pela União às vítimas da PRF do Rio de Janeiro durante o Governo Bolsonaro. Também foi criada uma ação paralela para indenizar especificamente para a mãe de Lorenzo Dias Padilhas.
Em julho de 2024, o Ministro da Justiça Ricardo Lewandowski passou a preparar uma PEC para colocar o Sistema Único de Segurança Pública (SUSP), criado no governo Michel Temer, na Constituição, dando assim mais poderes sobre a segurança pública para a União, ao invés dos estados. Caso aceita, a PEC transformaria a PRF em uma polícia ostenciva, com atuação também em ferrovias e hidrovias. Ela também possivelmente substituiria a Força Nacional.

## Competências

### Policiamento de estradas
A principal competência da PRF é o policiamento de estradas. Entre suas atribuições, está a emissão de multas por infração do Código de Trânsito Brasileiro. Elas podem levar até 30 dias para serem inseridas no sistema. A PRF exerce atividades que visam a segurança viária, como a fiscalização, feita através de radares. Os radares móveis foram temporariamente abolidos da corporação durante o governo Bolsonaro em 2019, porém foram postos em uso no mesmo ano por decisão do Minsitério da Justiça. Em 2023, a PRF passou a utilizar o radar Trucam, capaz de multar até 30 veículos por minuto. Já a lei seca é muitas vezes é implementada por um bafômetro. Durante a pandemia de COVID-19, o uso do bafômetro foi restringido por receio de contágio. A PRF atua em casos de furto e roubo de veículos. O Sistema Nacional de Alarmes (SINAL) foi criado para ajudar na localização do veículo logo após o roubo. A denúncia também pode ser feito pelo número 191. Ela também planeja operações em datas com muito movimento de veículos, como a Operação Carnaval, Operação Natal e Operação Ano Novo.
Alguns acusam a PRF de emitir multas de propósito para o ganho financeiro, ato conhecido como "indústria da multa", e um dos critérios de avaliação de seus agentes é a emissão de multas, mas sua existência de forma estrutural é considerada um mito.
Além disso, o Brasil é um dos signatários originais da Década de Ações pela Segurança no Trânsito 2011-2020 da Organização das Nações Unidas (ONU), ato oficializado pelo Pacto Nacional para Redução dos Acidentes de Trânsito. Em 2024, a PRF, juntamente com a Organização Pan-Americana da Saúde (OPAS) e outras agências nacionais, com financiamento do Fundo de Segurança Rodoviária da Organização das Nações Unidas (UNRSF), lançou um projeto de segurança viária que visa a melhora da coleta e o tratamento de dados de fatores de risco nas rodovias federais brasileiras.

### Meio-ambiente
A PRF coopera com o Ibama e o ICMBio contra crimes ambientais, como caça e pesca ilegais, tráfico de animais silvestres, garimpo ilegal e desmatamento, além de auxiliar na fiscalização. A organização atua em desastres naturais, como enchentes e deslizamentos.

### Eleições
A PRF realiza operações durante eleições, onde garante a segurança e fluidez no trânsito e combate crimes eleitorais. Ela também participa de operações durante a posse presidencial. Porém, durante a eleição presidencial de 2022, a organização realizou operações de abordagem a ônibus no nordeste do Brasil com o objetivo de beneficiar o candidato Jair Bolsonaro (PL), ato que foi condenado por organizações como o Tribunal Superior Eleitoral (TSE) e a Organização dos Estados Americanos (OEA).

### Segurança pública
A PRF é uma das forças de segurança que atua em protestos. Entre suas atribuições, está a desobstrução de rodovias, que é executado pela Força de Choque. Em 2017, a PRF desenvolveu sua doutrina de tropas de choque. Por vezes, os agentes da PRF se juntaram aos manifestantes, como ocorreu nos protestos contra a Copa do Mundo em 2014 e nas manifestações golpistas após a eleição de 2022. Além disso, entre suas atribuições está o combate ao narcotráfico e atuação em sequestros.
A PRF faz operações conjuntas com a Polícia Federal (PF), Militar (PM), incluindo o BOPE e Civil (PC). O envolvimento da PRF com outras forças de segurança para atuar na repressão de crimes federais ou por outros interesses da União foi autorizado pela portaria 739/2019, que foi suspensa pelo então presidente do Supremo Tribunal Federal (STF) Dias Toffoli, mas teve decisão revertida pelo ministro Marco Aurélio a pedido da Advocacia-Geral da União (AGU). A portaria foi substituida pela 42/2021, que passou a possuir atribuições mais vagas. Nela, é permitido que a PRF atue em operações conjuntas, preste apoio logístico e realize mandados de busca e apreensão.
A PRF possui Comandos de Operações Especiais (COE) para agir em casos que exigisse uma resposta rápida, e durante o governo Bolsonaro a corporação envolveu-se em operações conjuntas que deixaram um alto número de mortos, como a chacina da Vila Cruzeiro, que levou a um questionamento de sua participação nas ações conjuntas. As COEs regionais foram extintas por Flávio Dino durante o governo Lula em 2023, e os servidores foram redistribuidos para as COEs estaduais.

## Organização

### Diretoria-Geral
A Diretoria-Geral controla as outras Diretorias e as Superintendências. Ela possui as seguintes subdivisões:
- Gabinete da Polícia Rodoviária Federal
  - Coordenação de Articulação Institucional e Legislativa
  - Coordenação de Cooperação Internacional
  - Divisão de Agenda e Apoio à Gestão
  - Divisão de Cerimonial
  - Divisão de Segurança Institucional
  - Serviços de Ouvidoria
- Coordenação-Geral de Comunicação Institucional
  - Divisão de Comunicação Institucional

#### Lista de diretores-gerais
- Mazoni da Silva (1991 - 1992)[18]
- Mauro Ribeiro Lopes (1993 - 1994)[18]
- Adair Marcos Scorsin (interino, 1994)[18]
- Lorival Carrijo da Rocha (1995 - 1999)[18]
- Álvaro Henrique Vianna de Moraes (1999 - 2003)[135][136]
- Hélio Cardoso Derenne (2003 - 2011)[137][138]
- Maria Alice Nascimento Souza (2011 - 2017)[139][140]
- Renato Antônio Borges Dias (2017 - 2019)[141][142]
- Adriano Marcos Furtado (2019 - 2020)[143][144]
- Eduardo Aggio de Sá (2020 - 2021)[145][146]
- Silvinei Vasques (2021 - 2022)[146][147]
- Antônio Fernando Souza Oliveira (2023 - )[148]

### Diretorias
Além da Direção-Geral, a PRF possui as seguintes diretorias:

#### Diretoria-Executiva (DIREX)
- Serviço de Gabinete
- Coordenação de Controle Interno
  - Setor de Integridade e Gestão de Riscos
  - Setor de Transparência Ativa e Monitoramento
- Coordenação-Geral de Direitos Humanos
  - Setor de Politicas em Direitos Humanos
- Coordenação-Geral de Gestão Estratégica
  - Serviço de Projetos e Processos Estratégicos
- Coordenação-Geral de Análise Técnica
  - Divisão de Análise Técnica

#### Diretoria e Operações (DIOP)
- Serviço de Gabinete
- Divisão de Operações Aéreas
  - Setor de Segurança da Aviação
  - Setor de Manutenção de Aeronaves
  - Setor de Operações Aéreas
- Coordenação-Geral de Gestão Operacional
  - Coordenação de Planejamento Operacional
    - Setor de Projetos e Processos Operacionais
    - Setor de Gestão Negocial de Sistemas
    - Setor de Interfaces Modais

  - Coordenação de Controle Operacional
    - Setor de Estatística Operacional
    - Seviço do Centro de Comando e Controle Nacional
- Coordenação-Geral de Segurança Viária
  - Coordenação de Prevenção e Atendimento de Sinistros
    - Setor de Educação para o Trânsito
    - Serviço de Perícia e Registro de Sinistros

  - Coordenação de Policiamento e Fiscalização
    - Divisão de Fiscalização e Transporte
      - Setor de Ocorrências Policiais
      - Setor de Policiamento de Trânsito

  - Coordenação de Processamento de Infrações
    - Seção de Pesquisa e Desenvolvimento de Autuações
    - Seção de Gestão de Pátios de Leilão
- Coordenação-Geral de Combate ao Crime
  - Núcleo de Apoio à Gestão
  - Coordenação de Áreas Especializadas de Combate ao Crime
    - Setor de Enfrentamento aos Crimes de Direitos Humanos
    - Setor de Enfrentamento ao Tráfico de Drogas e Armas
    - Setor de Enfrentamento aos Crimes Contra o Patrimônio
    - Setor de Enfrentamento aos Crimes Transfronteiriços
    - Setor de Defesa do Mercado Legal
    - Setor de Enfrentamento aos Crimes Ambientais

  - Coordenação de Operações Especializadas
    - Serviço de Choque Nacional
    - Serviço de Motociclismo Policial
    - Serviço de Operações com Cães
    - Setor de Gerenciamento de Crises
    - Setor de Grupo de Resposta Rápida
    - Setor Nacional de Unidades Táticas de Operações Especializadas

#### Diretoria de Administração e Logística (DIAD)
- Serviço de Gabinete
- Coordenação-Geral de Logística
  - Setor de Concessão de Diárias e Passagens
  - Divisão de Gestão Documental Eletrônica
    - Setor Nacional de Documentação

  - Divisão de Suprimentos
    - Núcleo de Patrimônio da Sede

  - Divisão de Logística Policial
  - Divisão de Frota
    - Núcleo de Gestão de Frota da Sede
- Coordenação-Geral de Aquisições Nacionais
  - Seção de Análise de Inadimplemento Contratual
  - Coordenação de Contratações Públicas
    - Serviço de Contratos
    - Divisão de Licitações
- Coordenação de Orçamento e Finanças
  - Núcleo de Controle de Receita
  - Serviço de Contabilidade
    - Divisão de Planejamento e Controle Orçamentário
    - Divisão de Execução Orçamentária e Financeira
- Coordenação de Infraestrutura Predial
  - Setor de Projetos
  - Serviços de Administração do Complexo SEDE
    - Divisão de Obras

#### Diretoria de Gestão de Pessoas (DGP)
- Serviço de Gabinete
- Serviço de Orçamento e Finanças de Pessoal
- Coordenação-Geral de Administração de Pessoal
  - Divisão de Saúde Integral e Atenção ao Servidor
  - Serviço de Gestão de Pessoas
    - Núcleo de Educação Corporativa
    - Núcleo de Administração Pessoal
    - Núcleo de Saúde Integral do Servidor

  - Coordenação de Cadastro, Pagamento e Administração de Pessoal
    - Divisão de Seleção e Provimento
    - Divisão de Cadastro
    - Divisão de Pagamento de Pessoal

  - Coordenação de Análise de Processos de Pessoal
    - Divisão de Análise de Processos de Pessoal
    - Divisão de Contencioso Judicial de Pessoal
    - Divisão de Seguridade e Benefícios
- Universidade Corporativa da Polícia Rodoviária Federal
  - Seção Regional Exclusiva
    - Setor de Sistemas Educacionais
    - Setor de Planejamento Acesoreamento Pedagógico
    - Setor de Secretaria Acadêmica

  - Núcleo de Avaliação Multinível
  - Serviço de Gabinete
    - Núcleo de Gestão de Pessoas
    - Núcleo de Inteligência
    - Núcleo de Comunicação Institucional

  - Serviço de Logistica e Administração
    - Núcleo de Prefeitura
    - Núcleo de Patrimônio
    - Núcleo de Orçamentos e Finanças
    - Núcleo de Contatos

  - Coordenação de Ensino
    - Serviço de Escola de Formação e Aperfeiçoamento
      - Núcleo de Ações Internas e Externas

    - Serviço de Escola Superior
      - Núcleo de Especializações
      - Núcleo de Pesquisa, Desenvolvimento e Extensão

#### Diretoria de Inteligência (DINT)
- Serviço de Gabinete
- Coordenação-Geral de Integração de Inteligência
  - Serviço de Doutrina de Inteligência
  - Serviço de Soluções de Inteligência
  - Serviço de Inteligência Cibernética
  - Coordenação de Análise de Inteligência
    - Setor de Integração Nacional de Inteligência

  - Coordenação de Gestão de Operações de Inteligência
  - Coordenação de Contrainteligência

#### Diretoria da Tecnologia da Informação e Comunicação (DTIC)
- Serviço de Gabinete
- Coordenação de Infraestrutura e Aplicações
  - Divisão de Infraestrutura e Serviços de Tecnologia da Informação
  - Divisão de Telecomunicação
  - Divisão de Aplicações
- Coordenação de Integração, Segurança e Ciência de Dados
  - Divisão de Segurança da Informação e Comunicação
  - Divisão de Integração e Ciência de Dados
- Coordenação de Governança de Tecnologia da Informação e Comunicação
  - Serviço de Alinhamento Estratégico e de Projetos
  - Serviço de Riscos e de Desempenho

#### Corregedoria-Geral (CG)
- Serviço de Gabinete
- Coordenação-Geral de Gestão e Logística Correcionais
  - Núcleo de Gestão de Logística Correcional
  - Coordenação de Processamento Correcional
    - Núcleo de Análise Processual

  - Coordenação de Investigação Correcional e Assuntos Internos
    - Núcleo de Ações Preventivas e Instrução Preliminar
    - Núcleo de Operações Correcionais

## Participação feminina
A primeira mulher a ingressar na PRF foi Hanelore Genehr, em 1982. Em 1985, cinco mulheres entraram na Polícia Rodoviária Federal, onde exerceram cargos internos, entre elas Maria Alice Nascimento Souza. No ano seguinte, por vontade própria, ela se tornou a primeira motociclista da PRF. Em 2006, ela se tornou a primeira Superintente Regional da Polícia Rodoviária Federal, atuando no Paraná. Em 2008, a Força de Choque passou a aceitar policiais femininas. Em 2011, Maria Alice se tornou a primeira Diretora-Geral da PRF.

## Padroeira

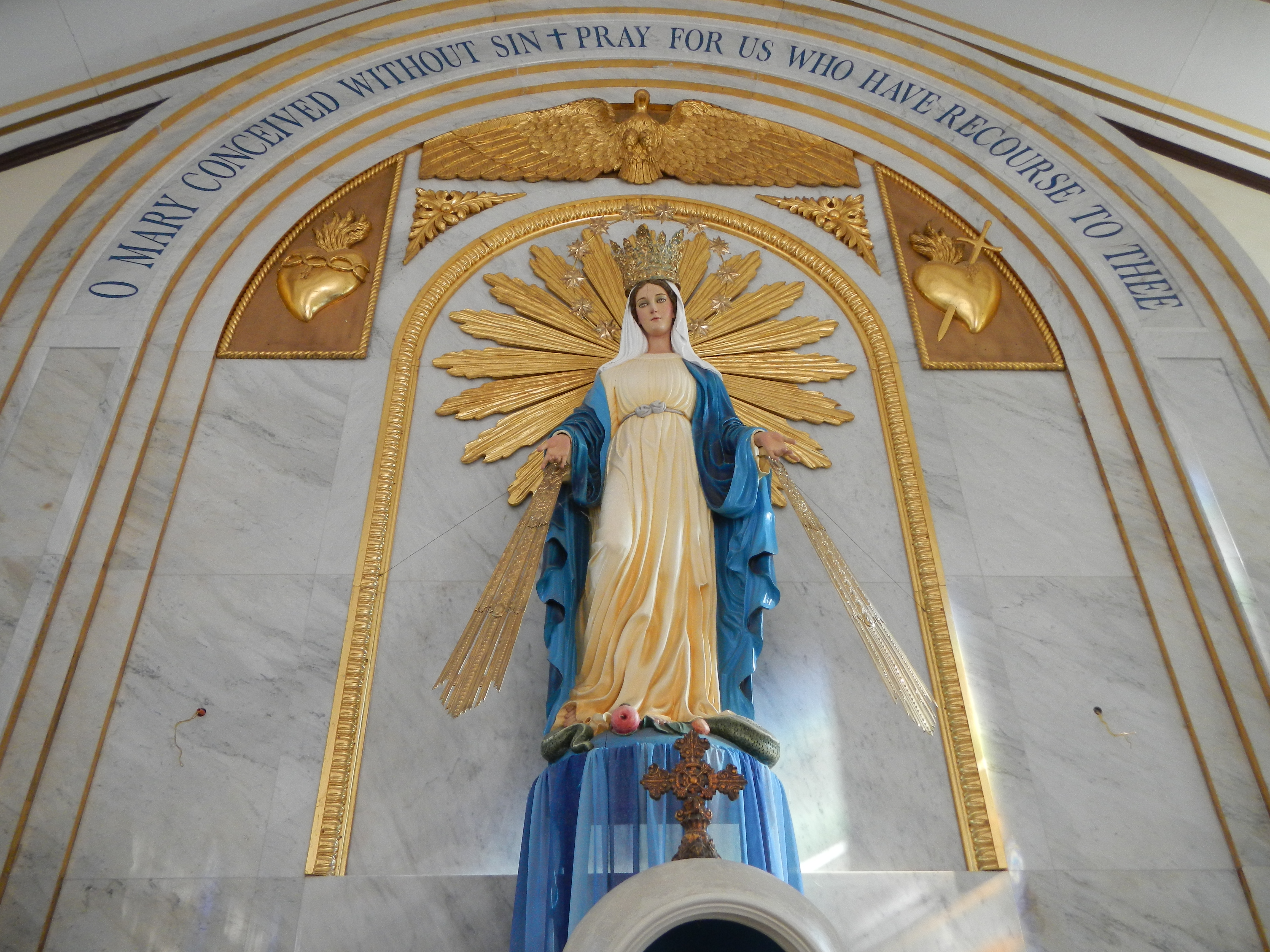
Nossa Senhora da Medalha Milagrosa, padroeira da Polícia Rodoviária Federal

No dia 30 de dezembro de 1936, Turquinho estava dirigindo em uma ronda noturna na Rio-Petrópolis quando pensou ter atropelado uma mulher que atravessava a rodovia distraida. Quando voltou para prestar socorro, a rodovia estava deserta, e no local estava uma medalha com a imagem de uma santa no local. Neste dia, ele jurou criar a maior força policial do brasil. Mais tarde, a santa foi identificada como a Nossa Senhora da Medalha Milagrosa. Turquinho carregou a medalha consigo até o fim da vida, e, em 2004, ela virou a padroeira da Polícia Rodoviária Federal.